# Victoria Summer
Victoria Summer, née le 15 décembre 1981, est une actrice, modèle et chanteuse anglaise. Après avoir commencé sa carrière dans les films d'horreur, elle a joué dans des films grand public. Elle interprète Julie Andrews dans Dans l'ombre de Mary, un film de 2013 sur la réalisation de Mary Poppins.

## Biographie

### Carrière
Summer commence sa carrière en obtenant une bourse d'études à l'École d'Éducation Artistique de Londres et apparait dans le Jubilé d'or d'Élisabeth II en 2002.
Summer décroche son premier rôle en 2006, dans le film d'horreur à petit budget Journal d'un zombie, qui est repris pour être distribué par The Weinstein Company. Summer déménage à Los Angeles en 2009 et a obtenu le rôle principal dans un récit moderne du roman Dracula de Bram Stoker, intitulé La Renaissance de Dracula.
En 2010, Summer est apparue dans un publicité pour Subaru sur la chaine Spike TV qui a débuté lors du Prix de l'Horreur 2010.
En 2011, elle joue une professeur d'anglais avec des problèmes de gestion de la colère dans le film Adorablement vôtre de Brian Herzlinger. Elle a sorti son premier single, Love Will Have to Wait, un peu plus tard dans l'année.
Summer joue Julie Andrews dans le film Disney Dans l'ombre de Mary, un film de 2013 sur la réalisation de Mary Poppins. Elle apparait dans le film d'animation 3D Ratapocalypse, dans lequel elle chante.

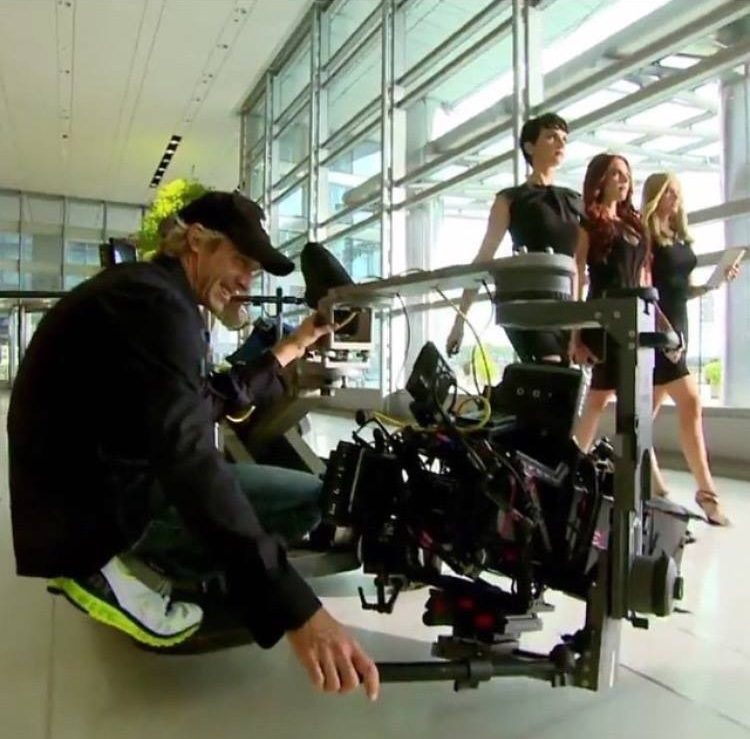
Michael Bay filmant Transformers : L'Âge de l'extinction ; les actrices Abigail Klein, Melanie Spetch et Victoria Summer marchent dans un couloir.

Elle apparaît dans Transformers : L'Âge de l'extinction en tant qu'une des trois assistantes de direction du personnage de Stanley Tucci.
En 2016, Summer joue Eleanor Morgane, une infirmière britannique, rôle principal du film Game of Aces de Damien Lay.

### Vie personnelle
Summer est née à Reading dans le Berkshire, en Angleterre. Elle est engagée dans la protection animale et agit en tant que porte-parole pour le véganisme avec PETA. En juillet 2020, Summer a annoncé ses fiançailles avec un chef étoilé Michelin italien, Fabrizio Vaccaro, dans Hello!.

## Filmographie
| Année | Film                                | Role                 | Notes                 |
| ----- | ----------------------------------- | -------------------- | --------------------- |
| 2006  | Journal d'un zombie                 | Leeann               | comme Victoria Nalder |
| 2012  | Dracula: Reborn                     | Lina Harker          |                       |
| 2013  | Adorablement vôtre                  | Kristina             |                       |
| 2013  | Dans l'ombre de Mary                | Julie Andrews        | Non crédité           |
| 2014  | Transformers: l'Âge de l'extinction | Assistante de Joshua |                       |
| 2014  | Bar Union                           | Patricia Brand       | Court métrage         |
| 2015  | Higher Mission                      | Polina               |                       |
| 2016  | Terrordactyl                        | Teresa               |                       |
| 2016  | Game of Aces                        | Eleanor Morgan       |                       |
| 2017  | Garlic & Gunpowder                  | Kitty                |                       |
| 2020  | I am Fear                           | Alicia Minnette      |                       |

## Télévision
| Année | Film            | Rôle     | Notes |
| ----- | --------------- | -------- | ----- |
| 2020  | Glow & Darkness | Victoire |       |